# Nullius in verba

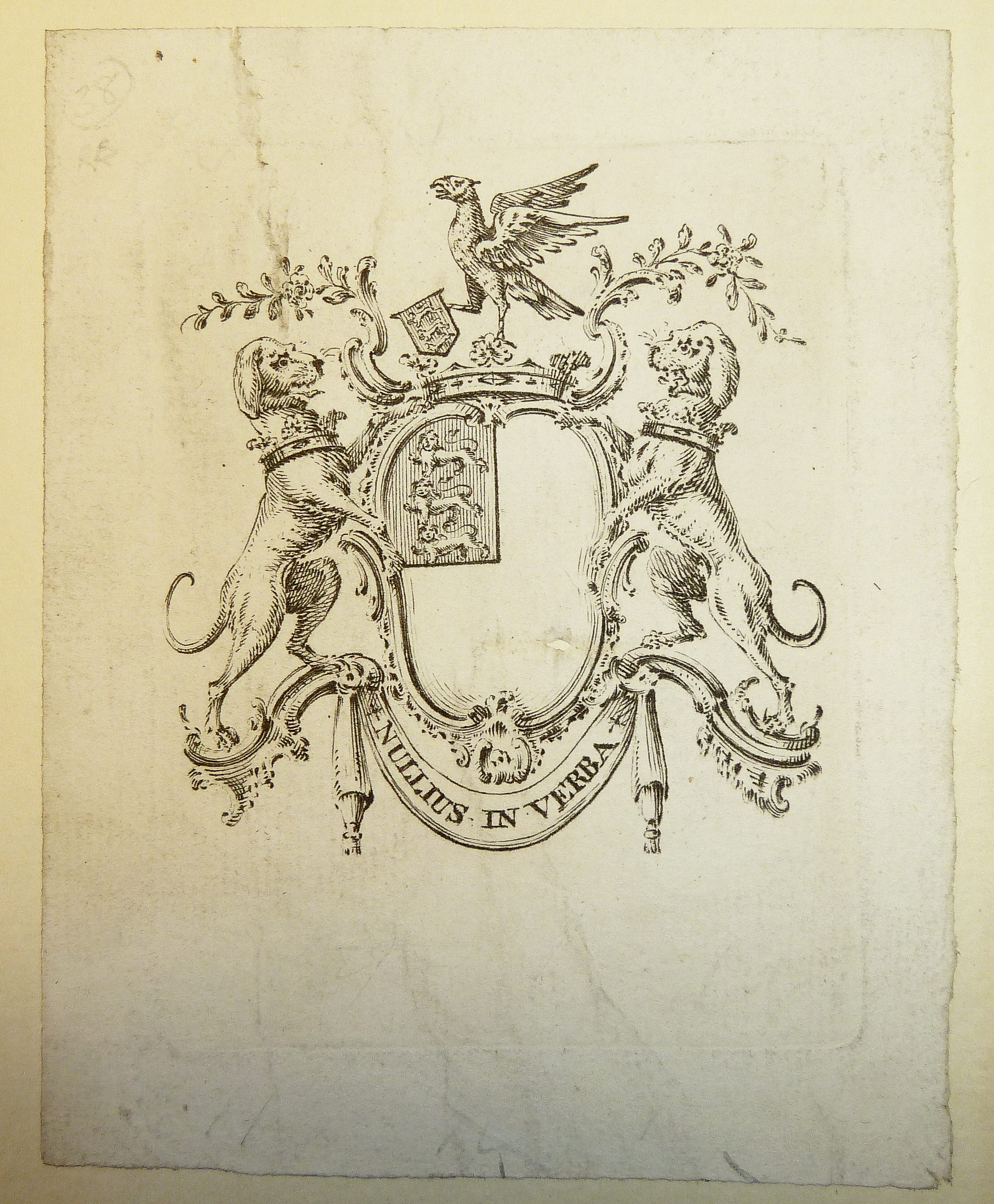
Capa de livro doado à Royal Society, por Henry Howard, 6º Duque de Norfolk (1628–1684), juntamente com a maior parte de sua biblioteca, onde se lê Nullius in verba.

Nullius in verba ("Nas palavras de ninguém", em latim) é o lema da Royal Society. John Evelyn e outros membros de tal sociedade escolheram esse lema logo após fundarem a Sociedade. O site da Sociedade explica o lema da seguinte forma:

Essa é uma expressão da determinação dos Membros da Sociedade em resistir à dominação de autoridade e em verificar qualquer afirmação através de fatos determinados por experimentação.

A expressão veio da epístola de Horácio a seu colaborador Caio Cílnio Mecenas, onde ele afirma não ser devoto de nenhuma seita específica, mas sim um homem eclético por natureza.
No texto original, tais palavras formam dois hexâmetros: Nullius addictus iurare in verba magistri, — quo me cumque rapit tempestas, deferor hospes. ("Não sou obrigado a jurar lealdade ao mestre — aonde quer que a tempestade me carregue, chego como convidado.")
Tal expressão deu nome ao asteroide 11059 Nulliusinverba, localizado no Cinturão de Asteroides.